# Torsac
Torsac ist eine Gemeinde mit 724 Einwohnern (Stand 1. Januar 2022) im westfranzösischen Département Charente in der Region Nouvelle-Aquitaine.

## Lage
Die Gemeinde Torsac liegt auf dem Südufer des Flüsschens Charrau in einer Höhe von etwa 110 Metern ü. d. M. und etwa 13 Kilometer (Fahrtstrecke) südöstlich von Angoulême in der alten Kulturlandschaft des Angoumois im Süden der Charente.

## Bevölkerungsentwicklung
| Jahr      | 1962 | 1968 | 1975 | 1982 | 1990 | 1999 | 2006 | 2016 |
| Einwohner | 348  | 352  | 385  | 464  | 731  | 718  | 758  | 768  |

In der ersten Hälfte des 19. Jahrhunderts hatte die Gemeinde meist zwischen 800 und 900 Einwohner; infolge der Reblauskrise im Weinbau und der Mechanisierung der Landwirtschaft sank die Einwohnerzahl danach kontinuierlich auf die Tiefststände der 1920er bis 1970er Jahre ab. Wegen der Nähe zu Angoulême und den auf dem Lande deutlich niedrigeren Immobilienpreisen ist in den letzten Jahrzehnten wieder ein deutlicher Anstieg der Bevölkerungszahlen zu verzeichnen.

## Wirtschaft
Die Einwohner der Gemeinde lebten jahrhundertelang nach den Prinzipien der Selbstversorgung von der Landwirtschaft; lediglich die Stadt Angoulême kam als Marktplatz infrage. Die Böden der Gemeinde gehören zwar noch zu den Bons Bois des Weinbaugebietes Cognac, doch sind die Absätze bei teuren Weinbränden und selbst bei Wein in den letzten Jahrzehnten eher rückläufig, so dass der Weinbau heutzutage keine Rolle mehr spielt.

## Geschichte
Funde beweisen die Anwesenheit von Menschen in der Epoche des Moustérien. Im Jahre 1542 übergab der Herzog von Orléans, Charles de Valois-Angoulême, der jüngste Sohn Franz I., die Grundherrschaft (seigneurie) über Torsac an seinen Getreuen Pierre de la Place.

## Sehenswürdigkeiten

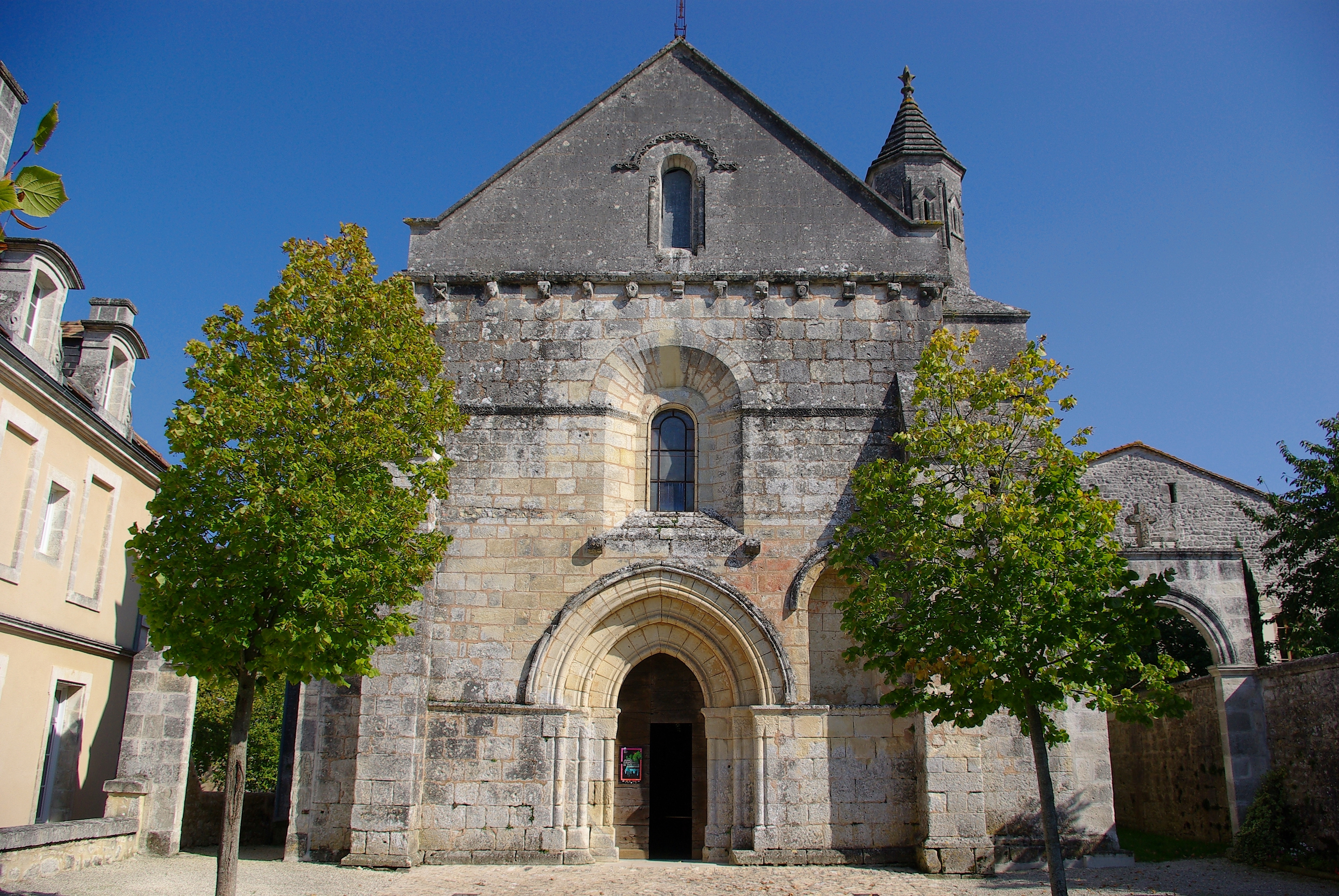
Fassade der Kirche Saint-Aignan

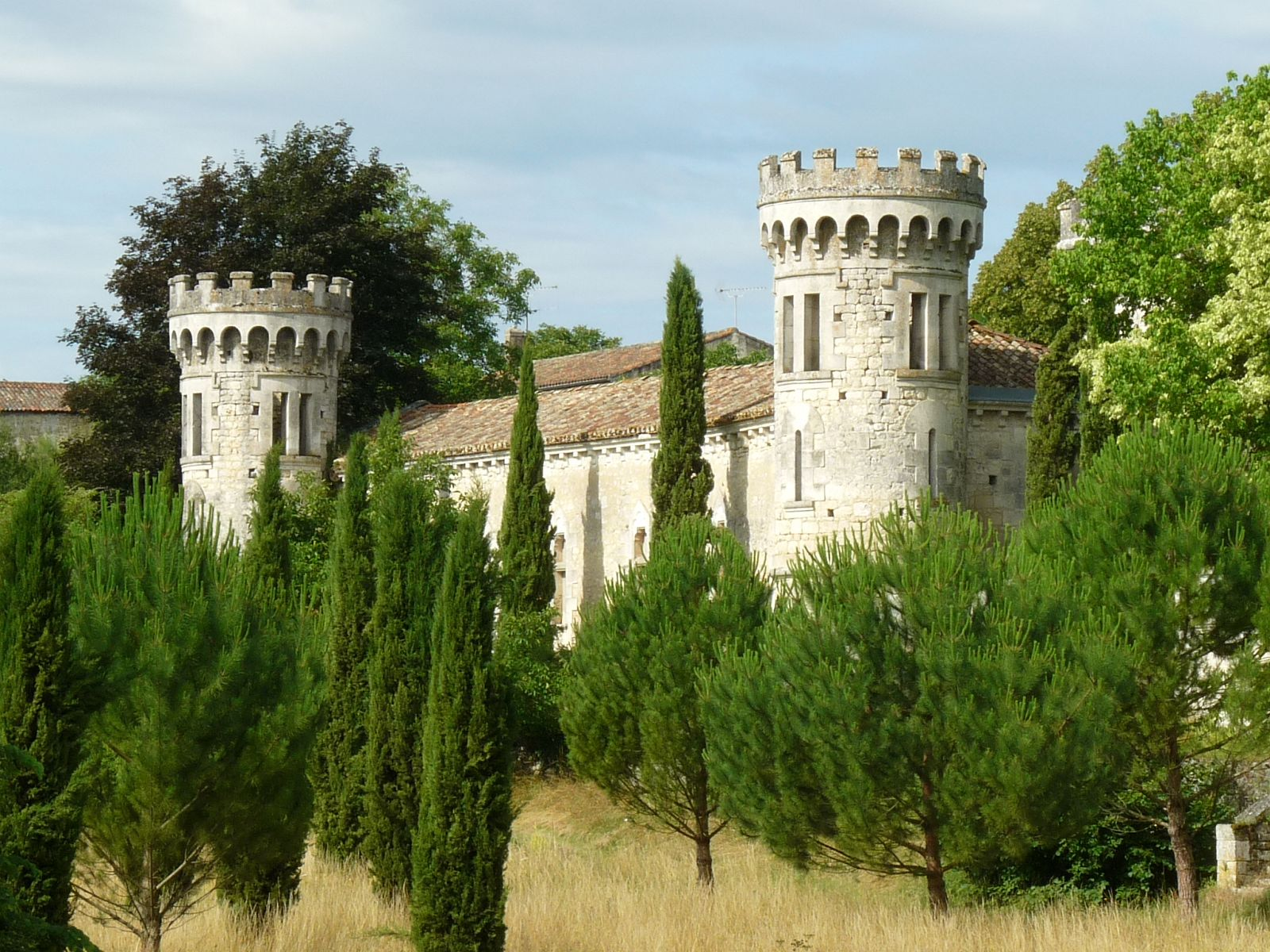
Château de Torsac

- Die romanische Pfarrkirche Saint-Aignan besitzt ein Querhaus mit drei Apsiden, was eher auf eine höherrangige Kirche (evtl. eine Prioratskirche) hindeutet; sie stammt aus dem ausgehenden 12. Jahrhundert, wurde aber bereits im 13. Jahrhundert teilweise gotisiert (Portal) und durch Strebepfeiler verstärkt. Beachtenswert ist das oktogonale und beinahe zweischalige Glockengeschoss des Vierungsturmes mit seinen von Mittelsäulen verdeckten Schallöffnungen. Die Westfassade zeigt ein profiliertes, aber nicht figürlich gestaltetes Spitzbogenportal; darüber befindet sich ein Rundbogenfenster mit stark angeschrägten Laibungen. Die Zone schließt in einem figürlich gestalteten Konsolenfries, der von einem schmucklosen Giebelfeld mit einem Mittelfenster überhöht wird. Das von einer Spitztonne gewölbte Kirchenschiff ist von Gurtbögen unterzogen; die Vierung ist von einer Kuppel auf Trompen gewölbt; die vegetabilischen Kapitelle in diesem Bereich sind von außergewöhnlicher Qualität – nur eines zeigt einen Harfe spielenden Musikanten. Die Apsiskalotte ist mit Fresken des 15. Jahrhunderts (Pantokrator und Evangelistensymbole) ausgemalt. Die Kirche wurde im Jahr 1973 als Monument historique[1] anerkannt. Einige Ausstattungsgegenstände des 17. und 18. Jahrhunderts sind ebenfalls denkmalgeschützt[2].
- Das in Privatbesitz befindliche Château de Torsac stammt aus dem 13. Jahrhundert; es wurde jedoch später wiederholt modifiziert. Die mittelalterlich anmutenden Rundtürme mit ihren machicoulis entspringen der Phantasie des 19. Jahrhunderts.
- Die Steintische eines überdachten, aber seitlich offenen Waschplatzes (lavoir) erleichterten den Wäscherinnen die mühselige gebückte Arbeit.